# Takayuki Seto
Takayuki Seto (瀬戸 貴幸?, Seto Takayuki; Nagoya, 5 febbraio 1986) è un calciatore giapponese, centrocampista del Argeș Pitești.

## Carriera
È un mediano.
Dopo aver concluso le scuole superiori, si reca in Brasile per sviluppare il suo livello calcistico: qui prende parte agli allenamenti di vari club, come il Corinthians. Al suo ritorno, decide di tentare una fortuna in Europa, e viene scelto dall'attuale Astra Giurgiu, ai tempi conosciuto come FC Ploiești, che militava nella terza divisione. Dopo il suo arrivo, la squadra centra due volte la promozione nei successivi due anni e Seto si ritrova così in prima divisione. A metà 2010-2011 arriva anche a vestire per un breve periodo la fascia di capitano.

## Statistiche

### Presenze e reti nei club
Statistiche aggiornate al 22 dicembre 2013.
| Stagione                         | Squadra                          | Campionato                       | Campionato | Campionato | Coppe nazionali | Coppe nazionali | Coppe nazionali | Coppe continentali | Coppe continentali | Coppe continentali | Altre coppe | Altre coppe | Altre coppe | Totale | Totale |
| Stagione                         | Squadra                          | Comp                             | Pres       | Reti       | Comp            | Pres            | Reti            | Comp               | Pres               | Reti               | Comp        | Pres        | Reti        | Pres   | Reti   |
| -------------------------------- | -------------------------------- | -------------------------------- | ---------- | ---------- | --------------- | --------------- | --------------- | ------------------ | ------------------ | ------------------ | ----------- | ----------- | ----------- | ------ | ------ |
| 2007-2008                        | Astra Giurgiu                    | Liga III                         | 33         | 7          | CR              | 0               | 0               | -                  | -                  | -                  | -           | -           | -           | 33     | 7      |
| 2008-2009                        | Astra Giurgiu                    | Liga II                          | 27         | 1          | CR              | 3               | 1               | -                  | -                  | -                  | -           | -           | -           | 30     | 2      |
| 2009-2010                        | Astra Giurgiu                    | Liga I                           | 34         | 3          | CR              | 3               | 0               | -                  | -                  | -                  | -           | -           | -           | 37     | 3      |
| 2010-2011                        | Astra Giurgiu                    | Liga I                           | 33         | 3          | CR              | 1               | 0               | -                  | -                  | -                  | -           | -           | -           | 34     | 3      |
| 2011-2012                        | Astra Giurgiu                    | Liga I                           | 33         | 1          | CR              | 2               | 0               | -                  | -                  | -                  | -           | -           | -           | 35     | 1      |
| 2012-2013                        | Astra Giurgiu                    | Liga I                           | 33         | 7          | CR              | 5               | 1               | -                  | -                  | -                  | -           | -           | -           | 38     | 8      |
| 2013-2014                        | Astra Giurgiu                    | Liga I                           | 15         | 1          | CR              | 3               | 0               | UEL                | 7                  | 0                  | -           | -           | -           | 25     | 1      |
| Totale Fotbal Club Astra Giurgiu | Totale Fotbal Club Astra Giurgiu | Totale Fotbal Club Astra Giurgiu | 197        | 22         |                 | 14              | 2               |                    | 7                  | 0                  |             | 0           | 0           | 218    | 24     |
| Totale carriera                  | Totale carriera                  | Totale carriera                  | 208        | 23         |                 | 17              | 2               |                    | 7                  | 0                  |             | 0           | 0           | 232    | 25     |

## Palmarès

### Club

#### Competizioni nazionali
- Coppa di Romania: 1

Astra Giurgiu: 2013-2014
- Supercoppa di Romania: 2

Astra Giurgiu: 2014, 2016
- Campionato rumeno: 1

Astra Giurgiu: 2015-2016
- Liga II: 1

Argeș Pitești: 2024-2025